# Harry Crerar
Henry Duncan Graham „Harry” Crerar (ur. 28 kwietnia 1888 w Hamilton, zm. 1 kwietnia 1965 w Ottawie) – kanadyjski generał i dyplomata, weteran I i II wojny światowej. Był pierwszym Kanadyjczykiem, który dowodził w boju związkiem operacyjnym wielkości armii.

## Wczesna kariera
W 1910 roku ukończył Royal Military College of Canada i jako oficer artylerii wstąpił do Kanadyjskiej Milicji. Niezadowolony z niskich zarobków wkrótce odszedł z wojska. Do służby powrócił w 1914 roku. Podczas I wojny światowej walczył w szeregach Kanadyjskiego Korpusu Ekspedycyjnego na terenie Belgii. Wojnę zakończył w stopniu podpułkownika artylerii. 

## Okres międzywojenny
Po powrocie do Kanady postanowił kontynuować karierę wojskową. Zajmował wysokie stanowiska sztabowe. W latach trzydziestych kształcił się w Wielkiej Brytanii w Imperial Defence College oraz kierował Royal Military College of Canada. W marcu 1939 roku został odpowiedzialny za mobilizację kanadyjskich sił zbrojnych.

## II wojna światowa
Po wybuchu wojny został mianowany brygadierem i wysłany do Londynu, gdzie kierował rozmieszczeniem kanadyjskiego kontyngentu. W czerwcu 1940 roku został odwołany do Ottawy, aby objąć stanowisko zastępcy Szefa Sztabu Generalnego. Wkrótce został mianowany jego Szefem. W październiku 1941 roku otrzymał awans na generała porucznika. Miesiąc później poprosił o przeniesienie do Europy, aby nabrać doświadczenia w dowodzeniu w walce. Dobrowolnie zgodził się na obniżenie rangi zajmowanego stanowiska i otrzymał dowództwo 2 Kanadyjskiej Dywizji Piechoty. Od grudnia 1941 roku kierował I Korpusem Kanadyjskim. W marcu 1944 roku przybył do Anglii, aby zostać następcą Andrew McNaughtona na stanowisku dowódcy 1 Armii Kanadyjskiej. Armia osiągnęła gotowość operacyjną 23 lipca i zajęła miejsce na lewej flance alianckich sił w Normandii. W sierpniu odegrała kluczową rolę w bitwie pod Falaise. Pod koniec września z powodu ataku dyzenterii Crerar musiał zostać hospitalizowany, a jego obowiązki przejął tymczasowo Guy Simonds. W listopadzie powrócił na front i został awansowany na pełnego generała. W końcowych miesiącach wojny poprowadził swoją armię przez Belgię i Holandię do północnych Niemiec. W maju 1945 roku wydawał rozkazy ponad 450 000 alianckich żołnierzy, co było największą liczbą ludzi, jaka kiedykolwiek znalazła się pod kanadyjskim dowództwem.

## Okres powojenny
30 lipca 1945 roku powrócił do Kanady. W 1946 roku odszedł z armii. Został dyplomatą. Reprezentował kanadyjskie interesy m.in. w Czechosłowacji, Holandii i Japonii. W 1964 roku został mianowany członkiem Queen's Privy Council for Canada.